# Boeing KC-767
Boeing KC-767 — военный самолёт-заправщик и стратегический транспортный самолёт, разработанный компанией Boeing на базе авиалайнера Boeing 767. В феврале 2011 года самолёт был выбран ВВС США для замены устаревших KC-135 Stratotanker.
Заправщик разрабатывался для ВВС Италии и Японии, которые заказали по четыре машины. Финансирование программы осуществлялось преимущественно разработчиком — фирмой Boeing — в надежде получить крупный заказ от ВВС США. После принятия на вооружение в ВВС США самолёт получил обозначение KC-46.

## Разработка

### Программа KC-X
В 2006 году ВВС опубликовали приглашение к тендеру на поставку новых самолётов-заправщиков, который должен был закончиться в 2007 году. В январе 2007 года требования к самолётам обновились и было объявлено, что в результате тендера победитель получит контракт на замену всего парка KC-135 fleet. EADS совместно с Northrop Grumman снова предложил на конкурс модель Airbus A330 MRTT под обозначением KC-30. Соперником снова стал Boeing KC-767, который в силу меньших размеров вмещает на 20 % меньше топлива и груза, но является более дешёвым. Northrop и EADS объявили о планах сборки самолётов на новом заводе в Мобиле, где будут строиться грузовые модификации A330.
29 февраля 2008 года ВВС объявили о том, что для замены KC-135 был выбран KC-30, получивший обозначение KC-45A.
Объявление о победе Northrop Grumman и Airbus в конкурсе на поставку заправщиков в ВВС США на сумму более 40 миллиардов долларов вызвало протесты в Сенате США.
18 июня 2008 года Счётная Палата США поддержала протест компании Boeing против присуждения контракта компаниям Northrop Grumman и EADS. Такое решение привело к необходимости для ВВС полностью повторить процедуру торгов.
24 сентября 2009 года ВВС США начали новый тендер с более ясными критериями выбора победителя. 8 марта 2010 года Northrop Grumman отозвал свою заявку и объявил, что новые критерии заранее отдают предпочтение предложению Boeing. 20 апреля 2010 года EADS объявила, что будет участвовать в тендере самостоятельно с моделью KC-45 и по-прежнему предлагает производить сборку самолётов на своём заводе в Мобиле. 24 февраля 2011 года ВВС объявили, что контракт на 35 миллиардов долларов был присуждён Boeing. Заместитель министра обороны США заявил, что Boeing стал «явным победителем» по формуле тендера, учитывающей цену предложений, подготовленность самолётов к военным действиям и стоимость эксплуатации на ближайшие 40 лет.
В конкурсе участвовал также авиаконцерн Антонов с проектом Ан-112-КС, но предложение было отклонено. 10 февраля 2011 г. EADS и Boeing подали окончательные заявки на поставку заправщиков KC-X. 24 февраля 2011 г. ВВС объявили о победе машины Boeing.
ВВС США назвали четыре причины, по которым была выбрана модель KC-46, а не Airbus A330 MRTT:
- «Большие размеры KC-330 не дают соответствующего увеличения запаса отдаваемого топлива»
- KC-330 «…имеет больше факторов технологического риска инноваций и менее выгодные финансовые условия.»
- «Размер площадки под KC-330 на 81 % больше, чем для KC-135E, в то время как площадка под Boeing 767 лишь на 29 %.»
- KC-330 требует «…больших вложений в инфраструктуру и значительно снижает возможности по развёртыванию на мировом театре военных действий».

Кроме того, KC-767 имеет ручное управление гидравлической системой управления самолётом с неограниченным диапазоном режимов полёта.
24 февраля 2011 года Boeing выиграл контракт, однако на гораздо меньшую сумму В контракте были указаны настолько низкие цены, что некоторые обозреватели посчитали, что Boeing понесёт убытки в результате этой сделки. Однако некоторые из них отметили, что компания сможет получить прибыль за счёт контрактов на обслуживание и поставку запасных частей. В июле 2011 года было объявлено, что стоимость разработки выросла на 1,4 млрд долларов и превысила максимальное указанное в контракте значение в 4,9 млрд долларов на 300 млн. При превышении стоимости разработки на 1 млрд (от указанной в контракте до максимальной указанной в контракте суммы), правительство США должно оплатить 600 млн; остальные деньги должен внести Boeing. Поскольку Boeing должен полностью оплатить превышение в 300 млн, компания должна будет внести в проект 700 млн долларов дополнительных инвестиций.

### Международные программы

#### Италия

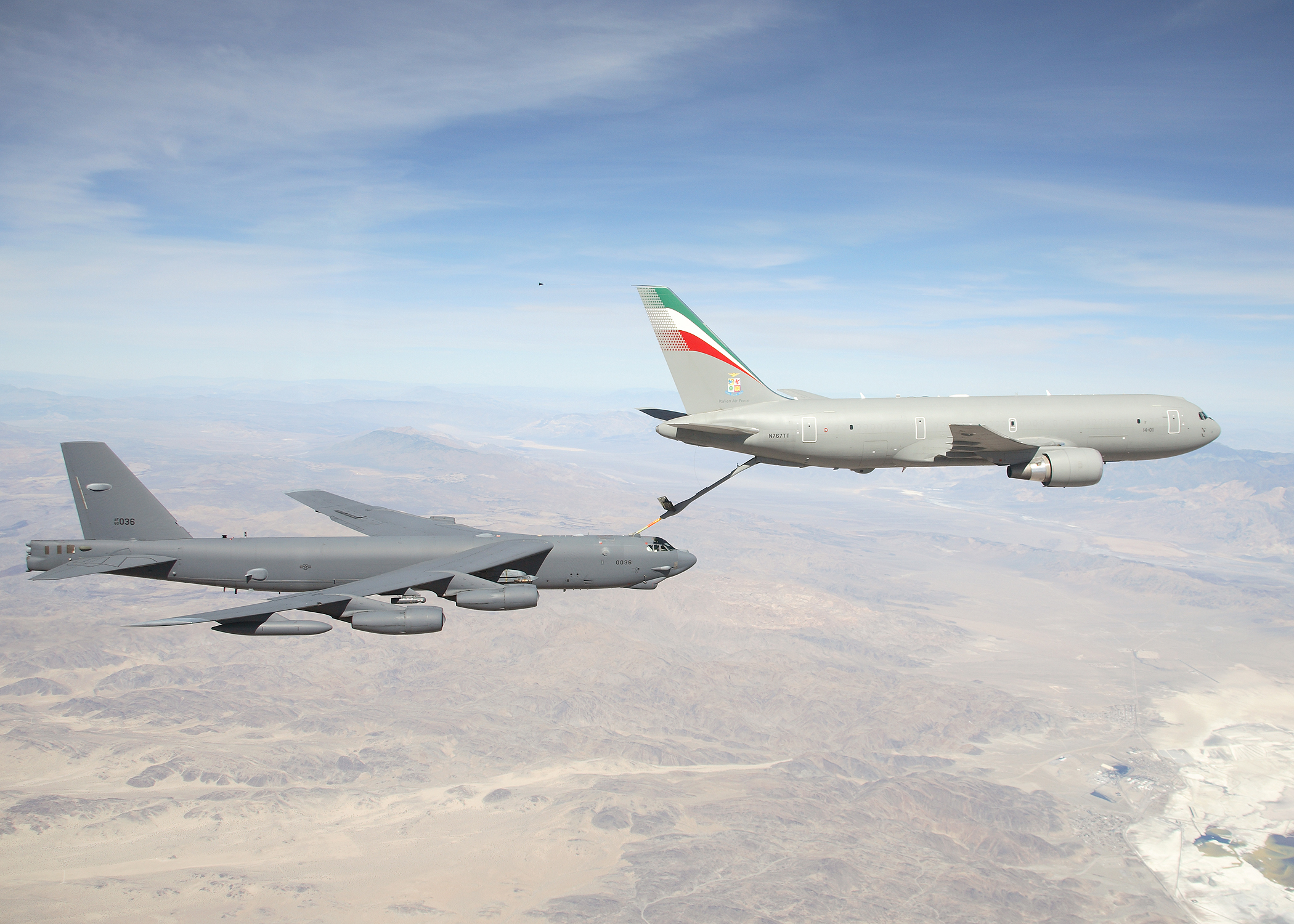
Boeing KC-767 ВВС Италии заправляет B-52H ВВС США, 2007 г.

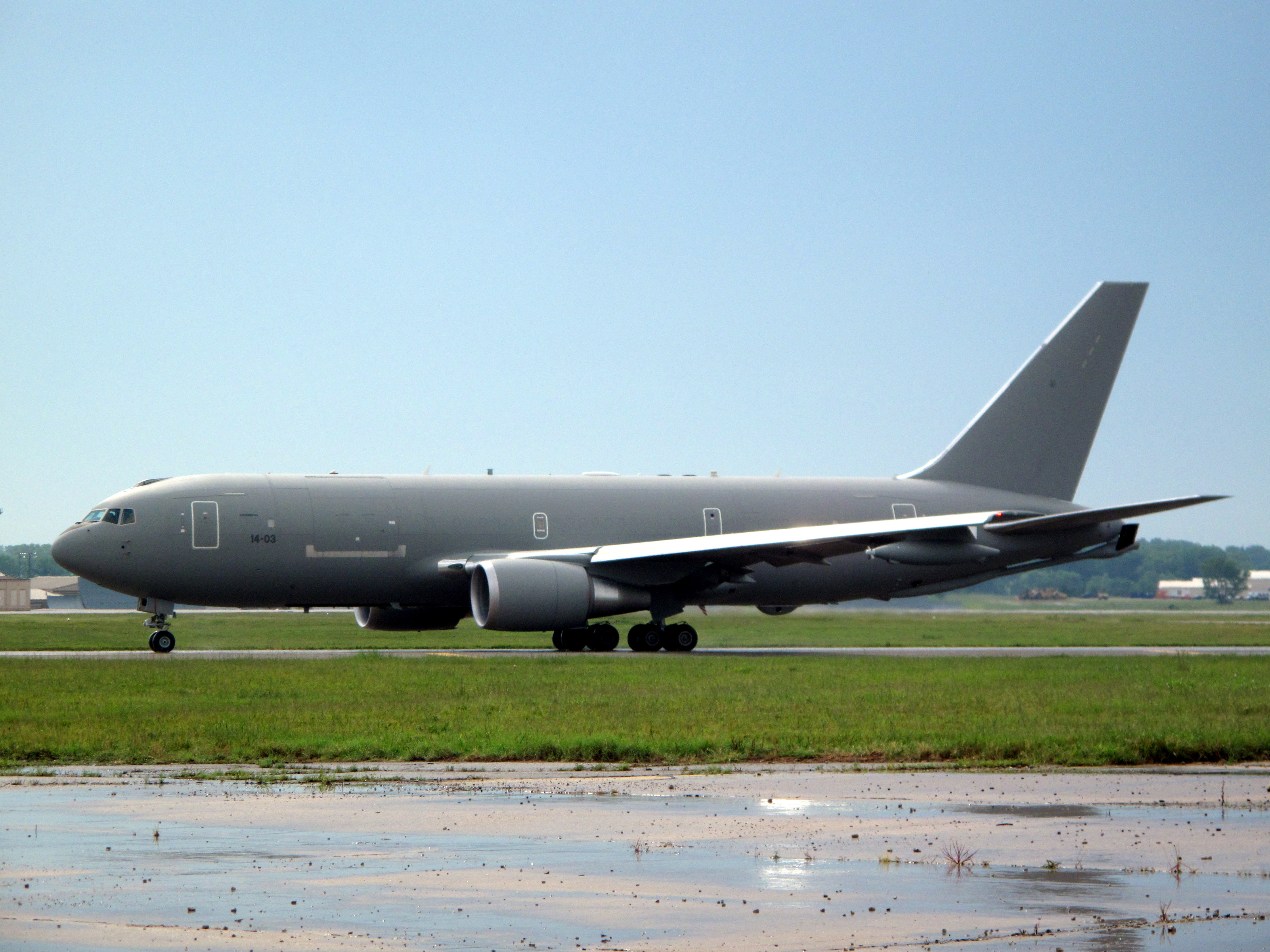
Boeing KC-767, предназначенный для ВВС Италии, 2009 г.

ВВС Италии (Aeronautica Militare) выбрали вариант KC-767A и в 2002 году подписали контракт на поставку четырёх самолётов в 2005 г. Этот вариант строится на базе модификации Boeing 767-200ER и имеет обозначение KC-767 Tanker Transport. Он оборудован под фюзеляжной штанговой системой дозаправки и двумя подкрыльевыми заправочными агрегатами типа «шланг-конус».
Самолёты, предназначенные для ВВС Италии изначально строятся как пассажирские авиалайнеры 767-200ER и после предварительной сборки перегоняются на завод в г. Уичита для переоборудования в заправщики. Первый "итальянский" самолёт совершил первый полёт 21 мая 2005 г., а 6 мая 2005 года второй самолёт прибыл на переоборудование на завод партнёра Boeing, компании Alenia Aeronautica в Неаполе.
Поставки заправщиков ВВС Италии были задержаны в связи с флаттером подкрыльевых заправочных агрегатов и другими техническими проблемами. На время задержки Boeing предоставил самолёт Boeing 767 для подготовки экипажей. После устранения технических проблем 17 мая 2011 г. самолёты официально поступили на вооружение.  Два Boeing KC-767 итальянских ВВС участвовали в операциях NATO в Афганистане и Ливии. Последние два самолёта были поставлены в конце 2011 г.

#### Япония
В 2001 г. Япония провела тендер, в котором участвовал KC-767 и Airbus A310 MRTT В 2003 году был подписан контракт на поставку KC-767. Силы самообороны Японии заказали четыре заправщика под обозначением KC-767J. В июне 2005 г. первый самолёт серии поступил на завод Boeing в Уичите для переоборудования в заправщик.
Поставка первого Boeing KC-767J была задержана приблизительно на два года в связи с необходимостью проведения сертификации FAA. Японская версия заправщика оборудована исключительно под фюзеляжной заправочной штангой. В результате переговоров между Boeing и их представителей - компанией Itochu с Министерством обороны Японии была достигнута договорённость о выплате компенсации за задержку с поставками.  Первый готовый Boeing KC-767J был поставлен в Японию 19 февраля 2008 г., второй - 5 марта,, третий - в марте 2009 г. Все три самолёта были приняты на вооружение в мае 2009 г. Третий заправщик был передан японским заказчикам в январе 2010 г.

#### Другие заказчики
В апреле 2004 г. KC-767 участвовал в тендере Австралийских ВВС, но проиграл Airbus A330 MRTT, который был выбран в связи с большей топливной и грузовой вместимостью.
Совместно с BAE Systems и British Airways Boeing предлагал KC-767 Королевским ВВС в рамках программы замены стратегических самолётов-заправщиков. Компании-участники образовали консорциум Tanker Transport Services Consortium (Консорциум транспортных самолётов-заправщиков, TTSC). British Airways должна была предоставить самолёт 767, Boeing - технологию переоборудования в заправщик KC-767, BAE Systems должна была выполнить работы по переоборудованию. В консорциум TTSC также вошли компании Marshall Aerospace, Serco, Spectrum и Capital. Однако в январе 2004 г. Министерство обороны Великобритании объявило о выборе Airbus A330 MRTT в качестве транспортного самолёта-заправщика.

### Испытания

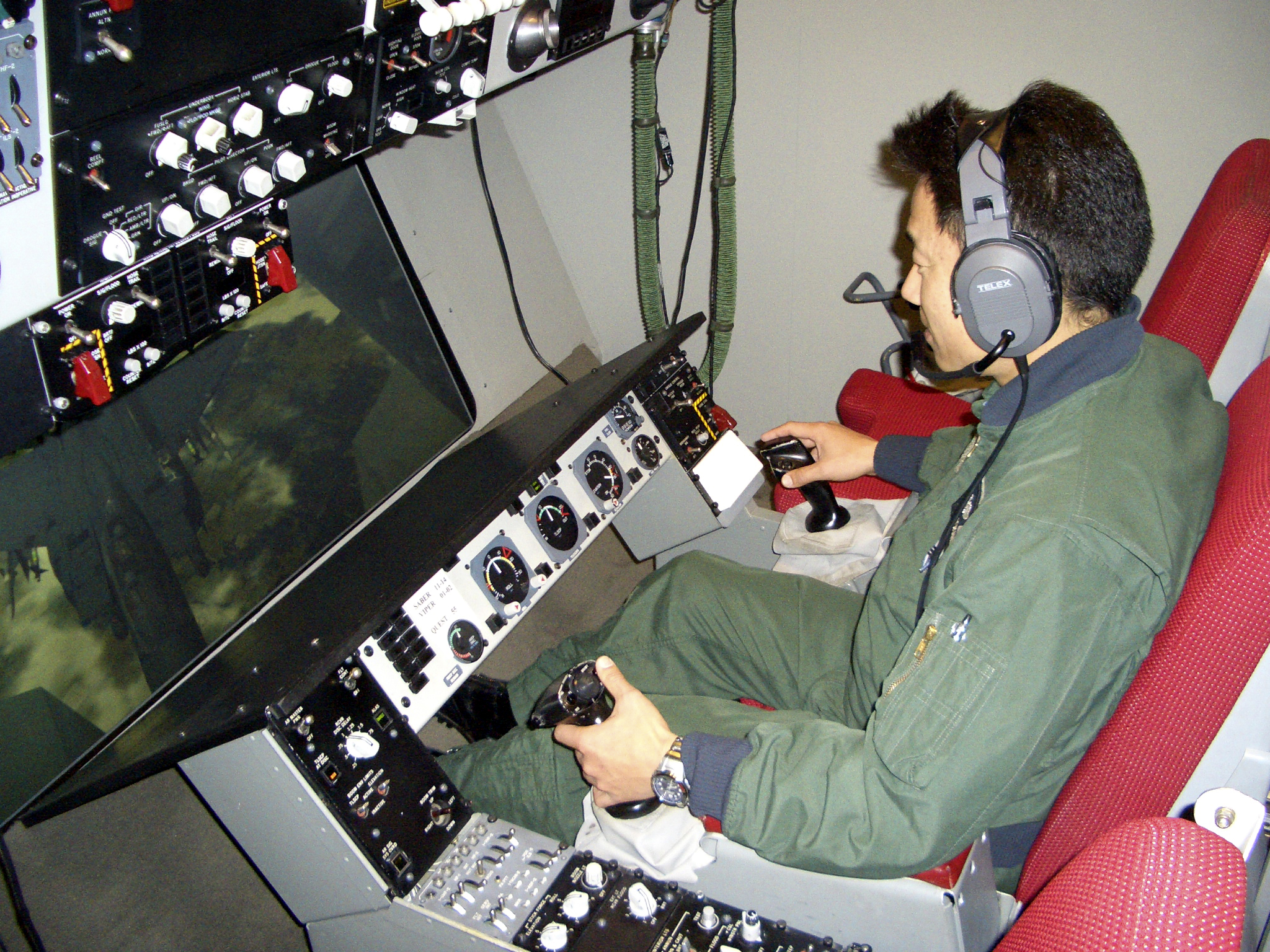
Симулятор оператора заправки на военно-воздушной базе Тревис.